# Сражение на Темсе
Сражение на Темсе (англ. Battle of the Thames), известное так же как Сражение при Моравиантауне — одно из сражений англо-американской войны, в ходе которого американская армия разбила войска Конфедерации Текумсе и их британских союзников. Произошло 5 октября 1813 года в Верхней Канаде, на территории современного муниципалитета Чатем-Кент. Из-за проигранного сражения англичане утратили контроль над Юго-Западным Онтарио, а Конфедерация Текумсе начала распадаться.
Британские отряды под командованием генерал-майора Генри Проктера занимали Детройт, пока американцы не захватили контроль над озером Эри и не отрезали противнику пути снабжения. Проктер был вынужден отступать на север по реке Темс к Моравиантауну. С ним шли Текумсе, вождь индейцев шони, и вождь Круглоголовый со своими отрядами. Американская пехота и кавалерия опрокинула британскую пехоту, а затем разбила индейцев, которые были деморализованы гибелью вождей. После сражения генерал Проктер был отдан под трибунал за плохое управление войсками.